# Bryan Edwards
Bryan J. Edwards (* 13. November 1998 in Conway, South Carolina) ist ein ehemaliger US-amerikanischer American-Football-Spieler auf der Position des Wide Receivers. Er spielte für die Las Vegas Raiders und Atlanta Falcons in der National Football League (NFL).

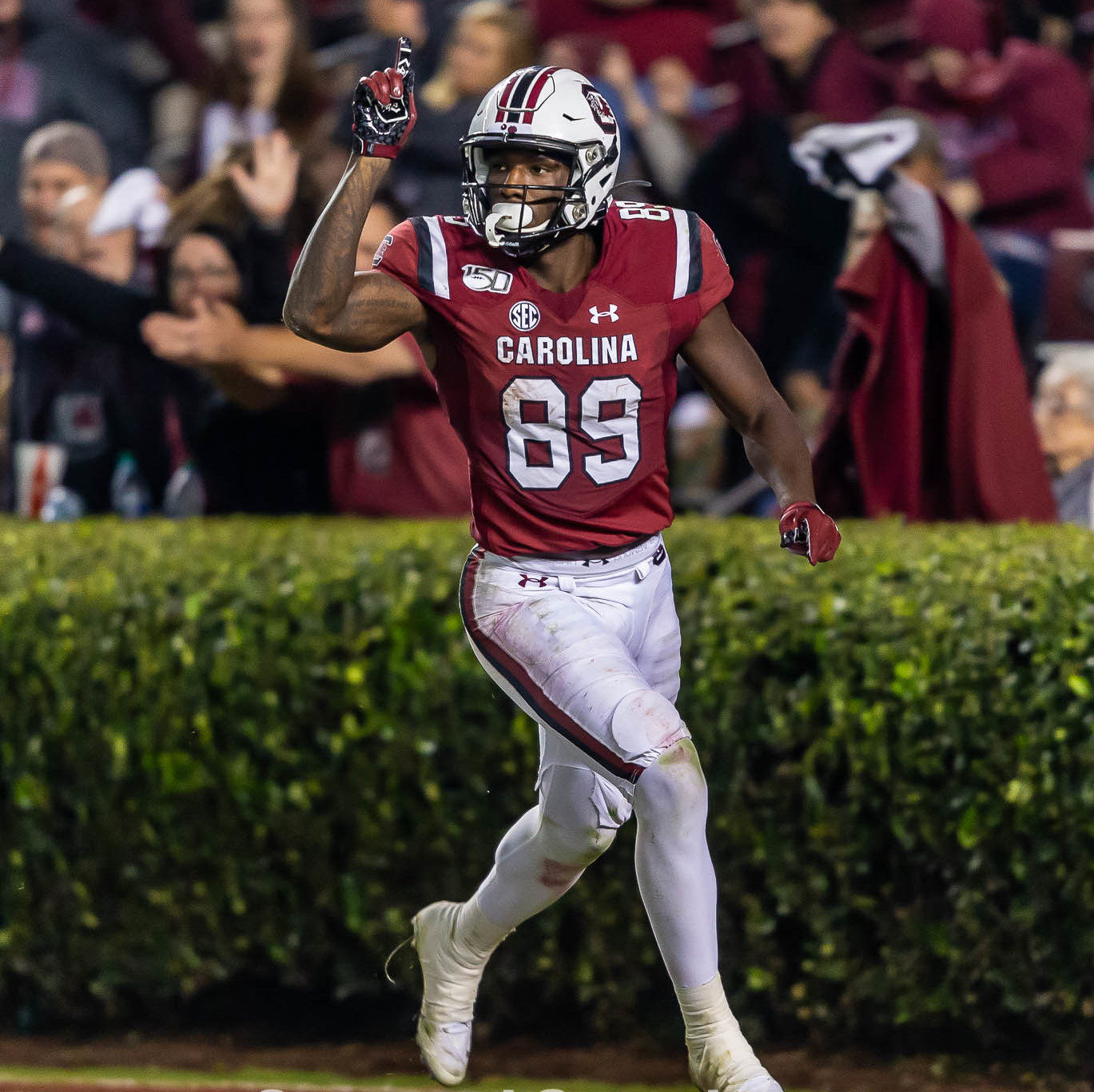
Edwards 2019 für die Gamecocks

## Frühe Jahre
Edwards ging in seiner Geburtsstadt Conway auf die Highschool. Später besuchte er die University of South Carolina, wo er mehrere Rekorde im Collegefootball für dieses Team hält:
- Meiste Passfänge: 234
- Meiste gefangene Yards: 3.045
- Aufeinander folgende Spiele mit mindestens einem Passfang: 48

## NFL

### Las Vegas Raiders
Edwards wurde im NFL Draft 2020 in der dritten Runden an 81. Stelle von den Las Vegas Raiders ausgewählt. In seinem ersten NFL-Spiel gegen die Carolina Panthers fing er einen Pass für 9 Yards. Nachdem er sich am dritten Spieltag im Spiel gegen die New England Patriots verletzt hatte, fehlte er auf Grund dieser Verletzung bis zum achten Spieltag. Am 17. Spieltag fing er seinen ersten Touchdown in der NFL im Spiel gegen die Denver Broncos.
In seiner zweiten NFL-Saison fing er 34 Pässe für 571 Yards und drei Touchdowns.

### Atlanta Falcons
Am 13. Mai 2022 tradeten die Atlanta Falcons einen Fünftrundenpick für Edwards und einen Siebtrundenpick. Er verzeichnete in sieben Spielen nur drei gefangene Pässe für 15 Yards und wurde daher am 24. November 2022 von den Falcons entlassen.

### Kansas City Chiefs
Am 28. November 2022 nahmen die Kansas City Chiefs Edwards für ihren Practice Squad unter Vertrag. Am 4. Januar 2023 wurde er von den Chiefs entlassen.

### New Orleans Saints
Am 27. März 2023 unterschrieb Edwards einen Vertrag bei den New Orleans Saints. Am 22. August 2023 wurde er vor Beginn der Regular Season von den Saints entlassen.